# Emina Jahović
Emina Jahović, född 15 januari 1982 i Novi Pazar, är en sångerska från dåvarande Jugoslavien, nuvarande Serbien.

## Karriär
Emina Jahović har deltagit i ett flertal musiktävlingar och festivaler i Serbien och i grannländer. Bland annat har hon deltagit i nationella uttagningar till Eurovision Song Contest två gånger. Den första gången var för Bosnien och Hercegovina år 2002 med låten "U, la-la". Den andra gången var för Serbien år 2010 med låten "Ti kvariigro" som slutade på andra plats efter vinnaren Milan Stanković med låten "Ovo je Balkan".

## Familj
Emina Jahović kommer från en bosniakisk familj, från Sandžak. Jahović gifte sig 2008 med den turkiske sångaren och låtskrivaren Mustafa Sandal. De gick skilda vägar 2018. Paret har två söner.

## Diskografi

### Album
- 2002 – Tačka
- 2005 – Radije ranije
- 2008 – Exhale
- 2009 – Vila